# Sunday Mba
Sunday Mba (Aba, 1988 november 28. –) nigériai labdarúgó, jelenleg a Bastia játékosa. Posztja védekező középpályás, ügyesebbik lába a jobb. A 2013-as ANK-n lett ismert, Stephen Keshi szövetségi kapitány nagy felfedezettjeként. A Burkina Faso elleni döntőben ő lőtte a mindent eldöntő gólt.
Mba tagja volt a nigériai labdarúgó-válogatott keretének a 2013-as konföderációs kupán.